# 조윤제 (1952년)
조윤제(趙潤濟, 1952년 2월 22일~)는 대한민국의 관료이다. 제25대 주미대사이다.

## 학력
- 1970년: 경기고등학교 졸업
- 1976년: 서울대학교 경제학 학사
- 1984년: 스탠퍼드 대학교 대학원 경제학 박사

## 생애
서울대학교 경제학 학사 학위를 졸업하고, 미국 명문대 스탠퍼드 대학교(Stanford University) 경제학 박사 학위를 취득하였다.
세계은행(World Bank) 선임경제분석관, 국제통화기금(IMF) 경제분석관, 기획재정부 장관 자문관, 한국조세연구원 부원장, 서강대학교 국제대학원 교수, 기획재정부 금융발전심의회 위원 등을 지내고, 참여정부 시절 대통령비서실 경제보좌관, 주 영국 대사를 지냈다. 2017년 문재인 정부에서 주 미국 대사를 지냈다. 2020년 4월 한국은행 금융통화위원회 위원으로 임명되었다.

## 경력
- 1984년 ~ 1988년: 세계은행(World Bank) 경제분석관
- 1989년 ~ 1992년: 국제통화기금(IMF) 경제분석관
- 1992년 ~ 1993년: 세계은행(World Bank) 금융발전국 선임경제분석관
- 1995년 ~ 1996년: 한국조세연구원 부원장
- 1996년: 부총리 겸 재정경제원 장관 자문관
- 1997년 3월 ~ 2003년 2월: 서강대학교 국제대학원 교수
- 1998년: 세계은행(World Bank) 자문교수
- 1999년: 국제금융센터 운영위원
- 2000년: 금융발전심의회 위원
- 2003년 2월: 대통령비서실 경제보좌관
- 2005년 2월 ~ 2008년 2월: 주영국 대사관 대사
- 2008년: 서강대학교 국제대학원 교수
- 2009년: 서강대학교 국제대학원 원장
- 2011년: 아시아개발은행연구소(ADBI) 방문교수
- 2013년 ~ 2015년: 국민경제자문회의 거시금융분과 위원
- 2017년: 서강대학교 국제대학원 명예교수
- 2017년: 카이스트 금융전문대학원 초빙교수
- 2017년 11월 ~ 2019년 10월: 제25대 주미국대한민국 대사관 대사[1][2][3]
- 2020년 4월 ~ 2024년 4월: 한국은행 금융통화위원회 위원

## 저서
- 《한국과 멕시코 외환위기의 시사점 및 구조조정과제》, 대외경제정책연구원, 1998. ISBN 9788932270470
- 《한국경제 어떻게 보고 어떻게 대응할 것인가》, 한국금융연구원, 2006. ISBN 9788950303341
- 《한국의 권력구조와 경제정책: 새로운 정치, 경제의 틀을 찾아서》, 한울, 2009, ISBN ISBN 9788946040885
- 《제자리로 돌아가라: 혼돈의 대한민국 7년의 기록, 그리고 지금》, 한울, 2015, ISBN 9788946060012
- 《위기는 다시 온다: 금융위기 이후 선진국은 왜 금융 규제를 강화하는가》, 한울, 2016, ISBN 9788946058897
- 《한국의 소득분배: 추세, 원인, 대책》(공저), 한울, 2016, ISBN 978-89-460-5884-2

## 같이 보기
- 한미 관계